# We'll Burn the Sky
Pistes de Taken by Force
Steamrock fever I've Got to Be Free
We'll Burn the Sky est une chanson du groupe allemand de hard rock Scorpions qui apparaît en tant que deuxième piste de leur album de 1977 Taken by Force.

## Description
Cette chanson est considérée comme l'une des meilleures du groupe, d'une grande qualité aussi bien d'un point de vue musical que du point de vue des paroles.
Celles-ci ont été écrites par Monika Dannemann, à l'époque petite amie du guitariste de Scorpions Ulrich Roth, et ex-petite amie de Jimi Hendrix à qui elle adresse les paroles de la chanson. Des critiques ont trouvé des ressemblances dans la progression des paroles, très poétiques, et surtout dans les thèmes abordées (l'amour éternel, la réunion dans la mort) avec la chanson Don't Fear (The Reaper) de Blue Öyster Cult bien que les deux chansons ne parlent pas exactement du même sujet. En effet, Danneman s'y adresse directement à son amour mort, Jimi Hendrix (mais sans jamais le nommer) et explique dans le premier couplet que tout lui rappelle son souvenir. Dans le deuxième couplet elle exprime son désespoir et son amour. Le reste da la chanson sous entend son envie de se suicider. Mais à ce moment-là, celui qu'elle aime s'adresse à elle et lui demande de ne pas se tuer en lui assurant que leur amour est éternel et quand viendra le temps pour elle de mourir, ils se retrouveront au ciel où leur amour pourra s'épanouir (d'où le titre de la chanson We'll Burn the Sky).
La musique de la chanson a été composée pour s'accorder parfaitement au texte. En effet, les paroles ont été écrites avant la musique et c'est Ulrich Roth qui les a proposées au groupe. Rudolf Schenker a alors composé la musique, alternant des passages en arpèges et des riffs puissants.
La chanson est aujourd'hui considérée comme un classique du groupe et l'une des meilleures chansons de l'ère Ulrich Roth. Elle est souvent jouée en concerts et apparaît sur de nombreuses compilations du groupe ainsi que sur leur album live Tokyo Tapes de 1978.